# JEdit
jEdit（ジェイエディット）は、GNU General Public License version 2.0 で利用可能なソースコードエディタである。Javaで書かれており、Javaプラットフォームの動作するLinux、macOS、OS/2、UNIX、OpenVMS、Windowsなどで動作する。

## 開発
jEditの開発は1998年に始まった。
最初の作者Slava Pestovは、開発プロジェクトを自由ソフトウェアコミュニティに託して、2006年にプロジェクトから去った。

## 特徴
200以上のファイルフォーマットをネイティブにサポートし、シンタックスハイライト機能を提供している。XMLファイルを作成して追加すれば、新たなフォーマットをサポートできる。UTF-8を含む各種文字コードをサポートしている。
コード折りたたみ機能や字下げを考慮したテキストの折り返しなどの機能を持つ。
高度なカスタマイズが可能で、BeanShell、Jython、JavaScriptなどのスクリプト言語で書いたマクロで拡張可能である。

### プラグイン
jEdit用に150以上の様々な用途のプラグインが存在する。
プラグインは個別用途向けにカスタマイズするものや、XML/HTMLエディタにするもの、コンパイラ・コード補完・文脈依存ヘルプ・デバッグ・差分表示といった機能を持つ統合開発環境 (IDE)、言語ごとのツールなどがある。
本体にはプラグインマネージャがあり、プラグインを探し、ダウンロードし、インストールし、自動的に更新するなどの機能を持つ。
次のようなプラグインが存在する。
- GNU Aspell を使ったスペルチェッカ
- テキストの自動補完
- 省略形を入力することでアクセント記号つきの文字に置き換えてくれるプラグイン
- XML、HTML、JavaScript、CSSファイルの編集に使えるXMLプラグイン。形式にミスがないかチェックしてくれる。XML、HTML、CSS については、要素、属性、実体などについて自動補完用ポップアップを使用する[5]。